# Dialecto de Tōhoku
El dialecto de Tohoku (東北方言 Tohoku Hōgen), comúnmente llamado Tōhoku-ben, es uno de los dialectos japoneses, concretamente el que se habla en la región de Tohoku, al noreste de la isla de Honshu. En la parte norte de Honshu, el dialecto de Tohoku puede diferir de manera tan grande a la del japonés estándar que a veces se rinda con subtítulos en los medios de comunicación de todo el país, además, este dialecto se entendiende como el acento rural típico en la cultura popular japonesa.
El dialecto posee una homofonía con las vocales /i/ y /u/ (sushi y shishi [león] son homófonos); también poseen una nasalización con la “g”.Es conocido este Dialecto por su eslogan がんばっぺ！(Ganbappe! Que significa ¡Trabajemos duro!).
El dialecto Tsugaru (el cual pertenece a esta zona) es muy diferente del Japonés estándar y confuso para personas que hablen Japonés como lengua extranjera.